# Gagrellula
Gagrellula – rodzaj kosarzy z podrzędu Eupnoi i rodziny Sclerosomatidae, liczący blisko 70 opisanych gatunków.

## Występowanie
Przedstawiciele rodzaju zamieszkują Azję od Indii po Japonię i Indonezję.

## Systematyka
Opisano dotąd 67 gatunków kosarzy z tego rodzaju:
| - Gagrellula aborana Roewer, 1954 - Gagrellula albatra Roewer, 1954 - Gagrellula albicoxa (Loman, 1892) - Gagrellula albilineata Roewer, 1929 - Gagrellula albifrons Roewer, 1931 - Gagrellula albitarsis (Simon, 1899) - Gagrellula andamana Roewer, 1929 - Gagrellula annulata Roewer, 1910 - Gagrellula atra (Loman, 1892) - Gagrellula aurilimbata Roewer, 1923 - Gagrellula auropunctata Roewer, 1954 - Gagrellula bicolor Roewer, 1954 - Gagrellula bimaculata Roewer, 1911 - Gagrellula bipunctata Roewer, 1912 - Gagrellula brunnea Roewer, 1936 - Gagrellula chamberlini Roewer, 1954 - Gagrellula circulata Roewer, 1954 - Gagrellula conspersa Roewer, 1954 - Gagrellula convexa Roewer, 1954 - Gagrellula crux (With, 1903) - Gagrellula cuncimaculata Roewer, 1954 - Gagrellula cuprilucens Roewer, 1954 - Gagrellula curvispina Roewer, 1912 - Gagrellula didyma Roewer, 1936 - Gagrellula fasciata Roewer, 1954 - Gagrellula frontalis Roewer, 1954 - Gagrellula ferruginea (Loman, 1902) - Gagrellula fuscanalis Roewer, 1954 - Gagrellula geminata Roewer, 1954 - Gagrellula gertschi Roewer, 1954 - Gagrellula giltayi Roewer, 1954 - Gagrellula grandis Suzuki, 1955 - Gagrellula granulata S. Suzuki, 1986 | - Gagrellula heinrichi Roewer, 1954 - Gagrellula indigena Goodnight et Goodnight, 1944 - Gagrellula johorea Roewer, 1954 - Gagrellula kubotai S. Suzuki, 1986 - Gagrellula laeviscutum Roewer, 1954 - Gagrellula leucanta Roewer, 1954 - Gagrellula lomanii (Thorell, 1894) - Gagrellula luteipalpis Roewer, 1954 - Gagrellula luteomaculata Roewer, 1931 - Gagrellula melanotarsus Roewer, 1911 - Gagrellula metallica Roewer, 1929 - Gagrellula montana Sato & Suzuki, 1938 - Gagrellula niasensis (Thorell, 1891) - Gagrellula niveata Roewer, 1954 - Gagrellula opposita Roewer, 1954 - Gagrellula orissa Roewer, 1954 - Gagrellula palawana Roewer, 1954 - Gagrellula palnica Roewer, 1929 - Gagrellula parra Roewer, 1929 - Gagrellula pulverulenta Roewer, 1913 - Gagrellula riridula Roewer, 1929 - Gagrellula rufifrons Roewer, 1954 - Gagrellula rufoscutum Roewer, 1912 - Gagrellula saddlana Roewer, 1929 - Gagrellula scabra Roewer, 1910 - Gagrellula schenkeli Roewer, 1954 - Gagrellula siberutiana Roewer, 1929 - Gagrellula simaluris Roewer, 1923 - Gagrellula simla Roewer, 1954 - Gagrellula simplex Roewer, 1954 - Gagrellula trichopalpis Roewer, 1954 - Gagrellula unicolor Roewer, 1910 - Gagrellula virescens Roewer, 1910 - Gagrellula vittata Roewer, 1912 |